# Reijer Stolk

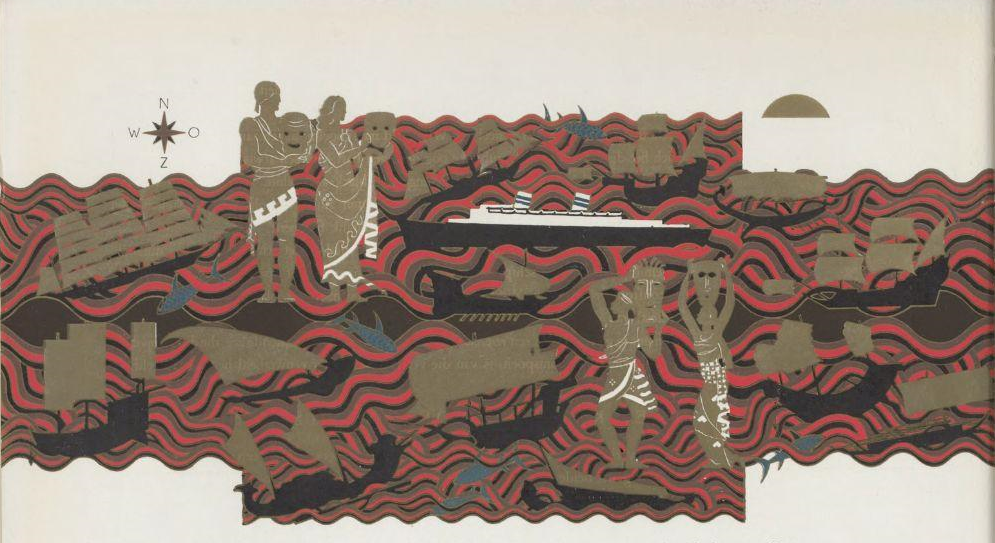
Lakpaneel voor het schip Nieuw Amsterdam, 1938

Reijer Johan Antonie Stolk (Ngunut (Indonesië, Java), 30 maart 1896 - Amsterdam, 24 maart 1945) was een graficus, schilder, beeldhouwer en uitvinder.Stolk staat soms vermeld als Reijer Johan Antonie Stolk of Reyer Stolk. Hij signeerde ook wel met de naam Reyer Stolk Soegima. Soegima was de geboortenaam van zijn moeder. Soms signeerde hij in spiegelschrift.
Stolk werd het meest bekend door twee boeken. Dichtertje-De uitvreter-Titaantjes door Nescio. Haarlem, J.H. de Bois, 1918 en Anatomische studies in houtsneden, Amsterdam, G.W. Breughel, 1946. Ook wordt zijn wandschildering op het schip de Nieuw Amsterdam vaak aangehaald, evenals zijn wandschildering De herrijzenis van Enschede na de brand van 1862 in de burgemeesterskamer te Enschede. Zijn ongebruikelijke pagina-indelingen zijn veel besproken. 

## Biografie
Stolk werd op Java geboren. Hij migreerde tussen zijn derde en twaalfde jaar vanuit Oost-Java naar Nederland. In 1910 wordt hij ingeschreven op de Kunstnijverheidsschool te Haarlem. Zijn leraren daar waren Chris Lebeau, Eduard August von Saher en zijn latere vriend Samuel Jessurun de Mesquita. Hij is een schoolgenoot van Maurits Cornelis Escher. Zijn leraren beschrijven Stolk als de talentvolste leerling van de school. Stolk behaalt de MO-akte tekenen aan de Rijks-Normaalschool te Amsterdam en wordt vervolgens tekenleraar te Haarlem. Hij woont in Wenen van 1922-1926. Daar schrijft hij enige vliegtuigpatenten op zijn naam. Vervolgens is hij van 1927-1939 leraar aan het instituut voor Kunstnijverheid te Amsterdam. In 1930 maakt hij een reis naar Ghana (destijds de Britse Goudkust) en Nigeria om daar patronen op  kledingstoffen te bestuderen. Deze reis heeft grote invloed op zijn artistieke werk. Van 1939 tot 1945 werkt hij aan het Instituut voor Kunstnijverheidsonderwijs. Stolk was weinig commercieel ingesteld. Hij exposeerde niet vaak. Grote oplages drukte hij zelden. Vaak volstond hij met het sturen van een druk naar het Rijksmuseum te Amsterdam en de RKD te Den Haag. Toch is er ook werk van hem te vinden in diverse musea, onder andere te Assen. Recente drukken werden gemaakt door het Drukkerijmuseum Meppel en Toon Wegner, Orvelte.

## Persoonlijk
Hij trouwde op 2 juli 1920 met Geertruida Johanna Jacoba (Coba) Schmidt (Nieuwer-Amstel, 3 januari 1893 – Zeist, 25 juli 1975).

## Tekeningen

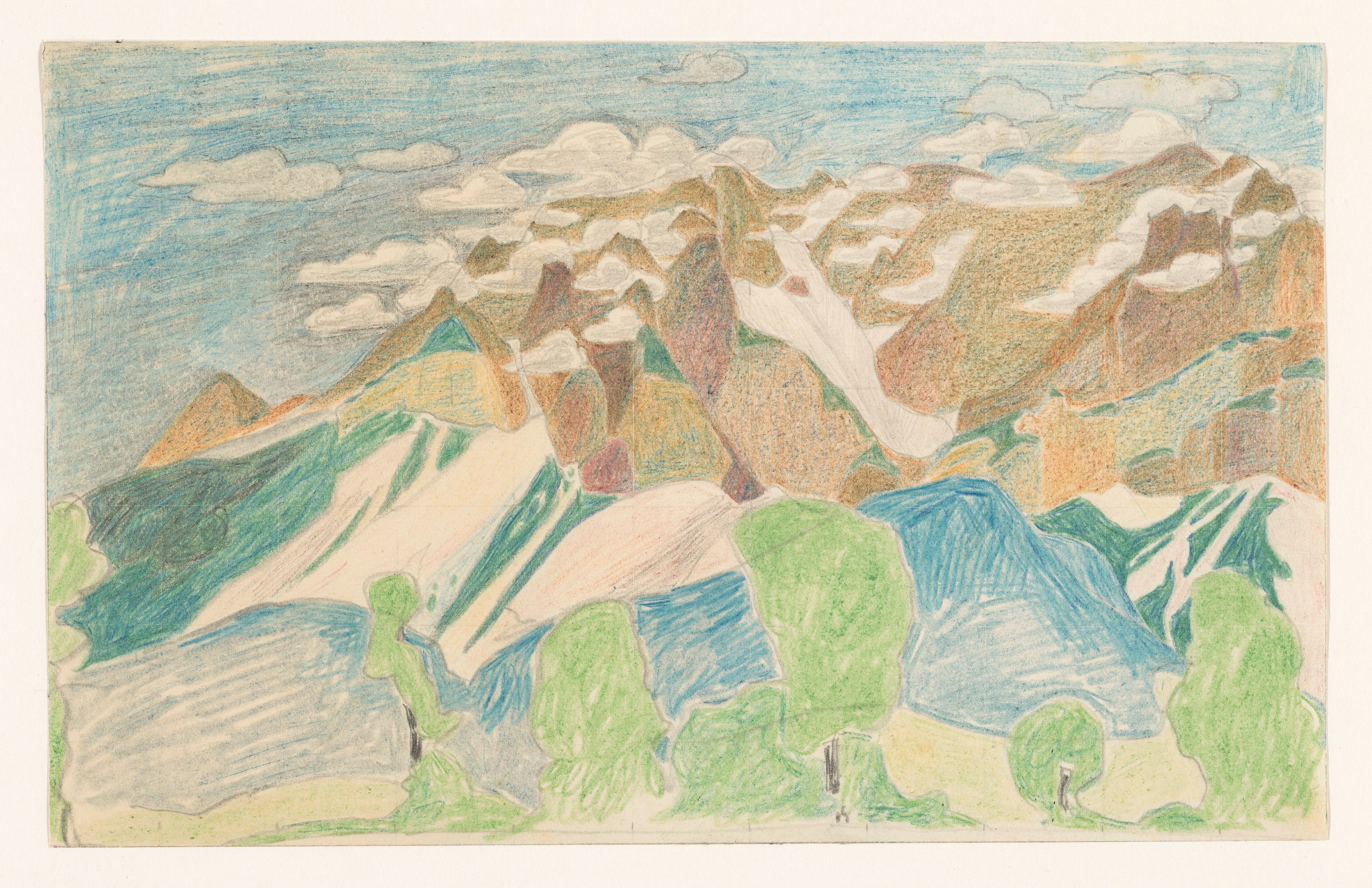
Berglandschap, ca. 1937
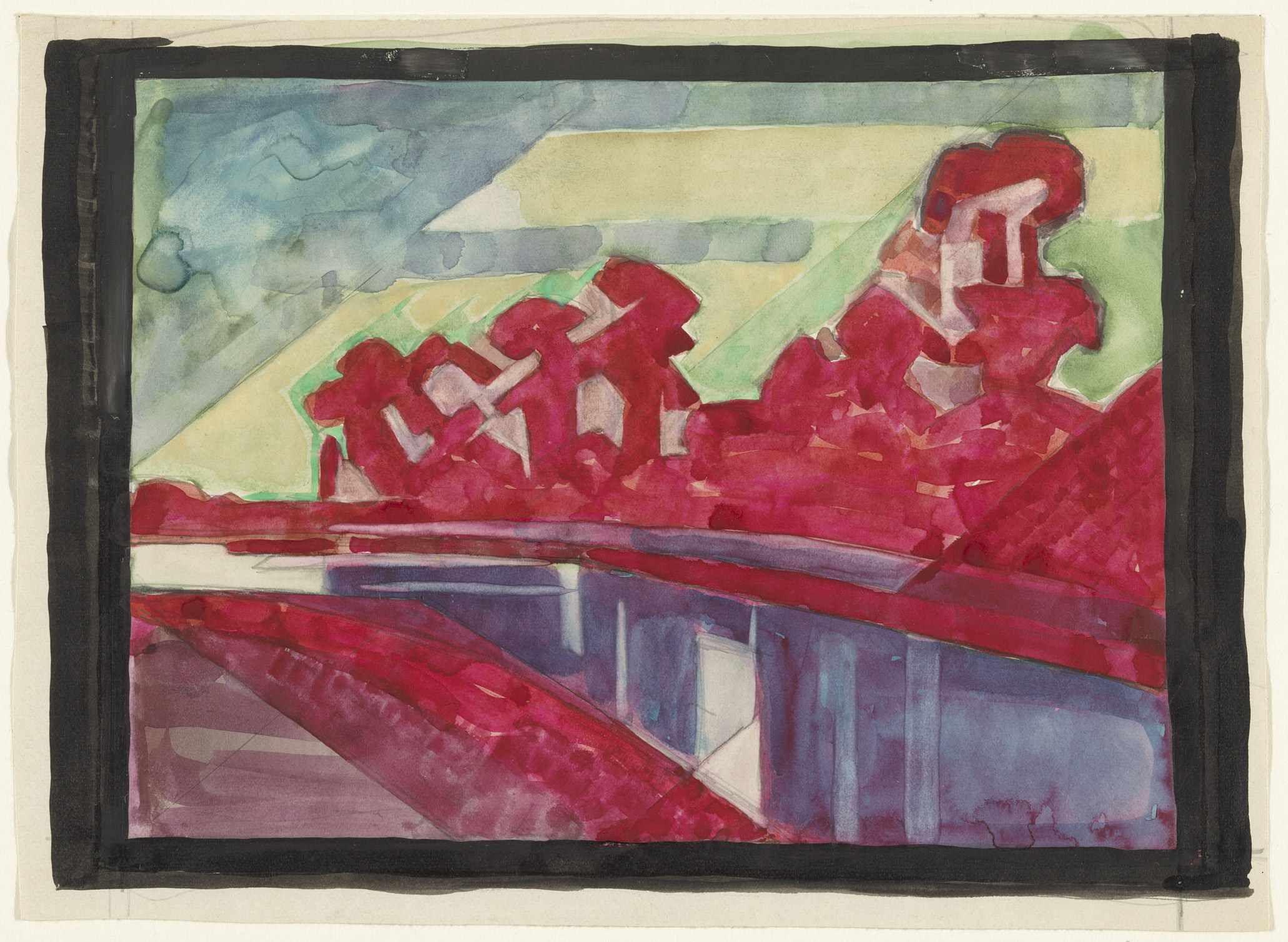
Bomen langs een vaart, ongedateerd
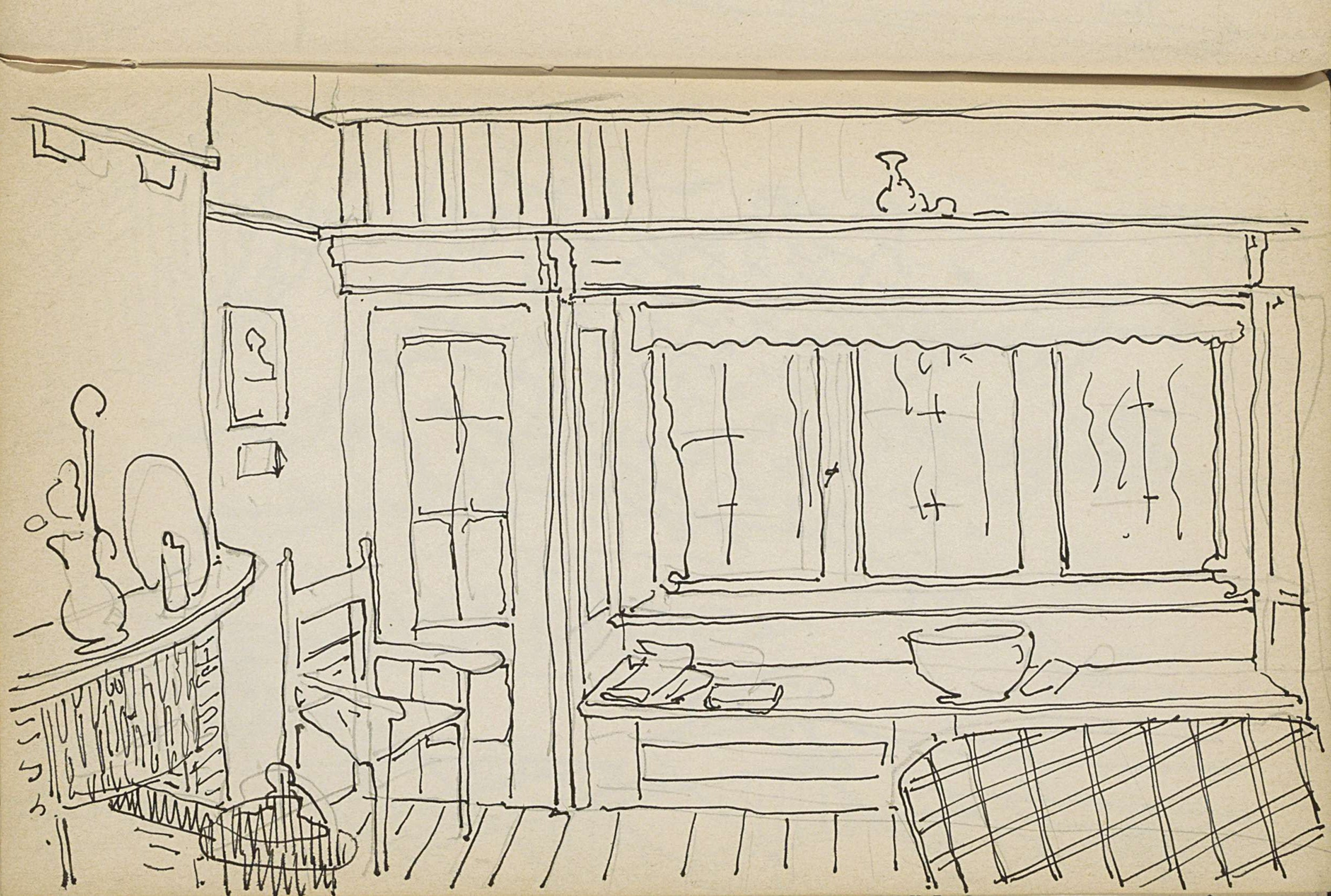
Interieur, 1919
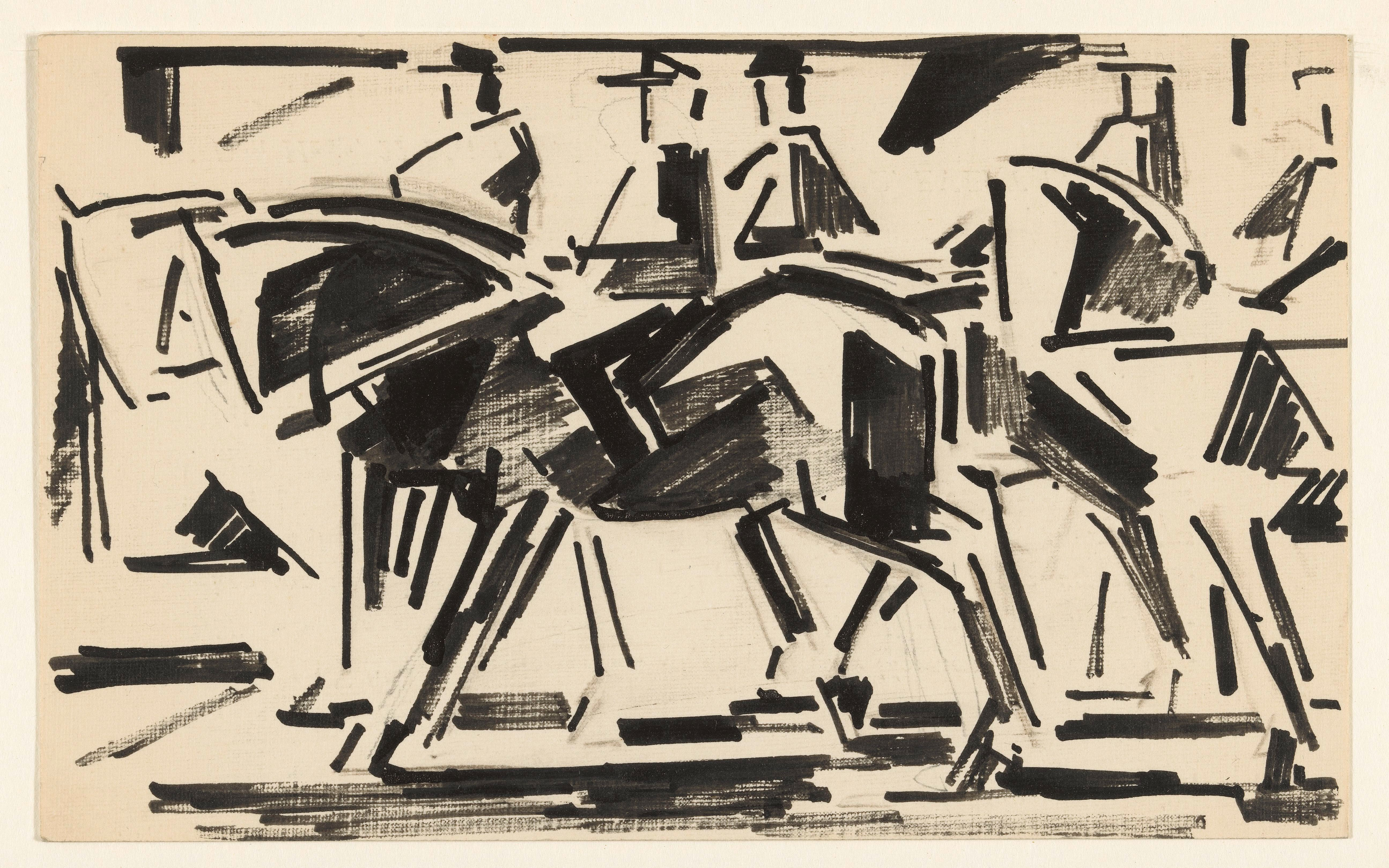
Ruiters, ongedateerd
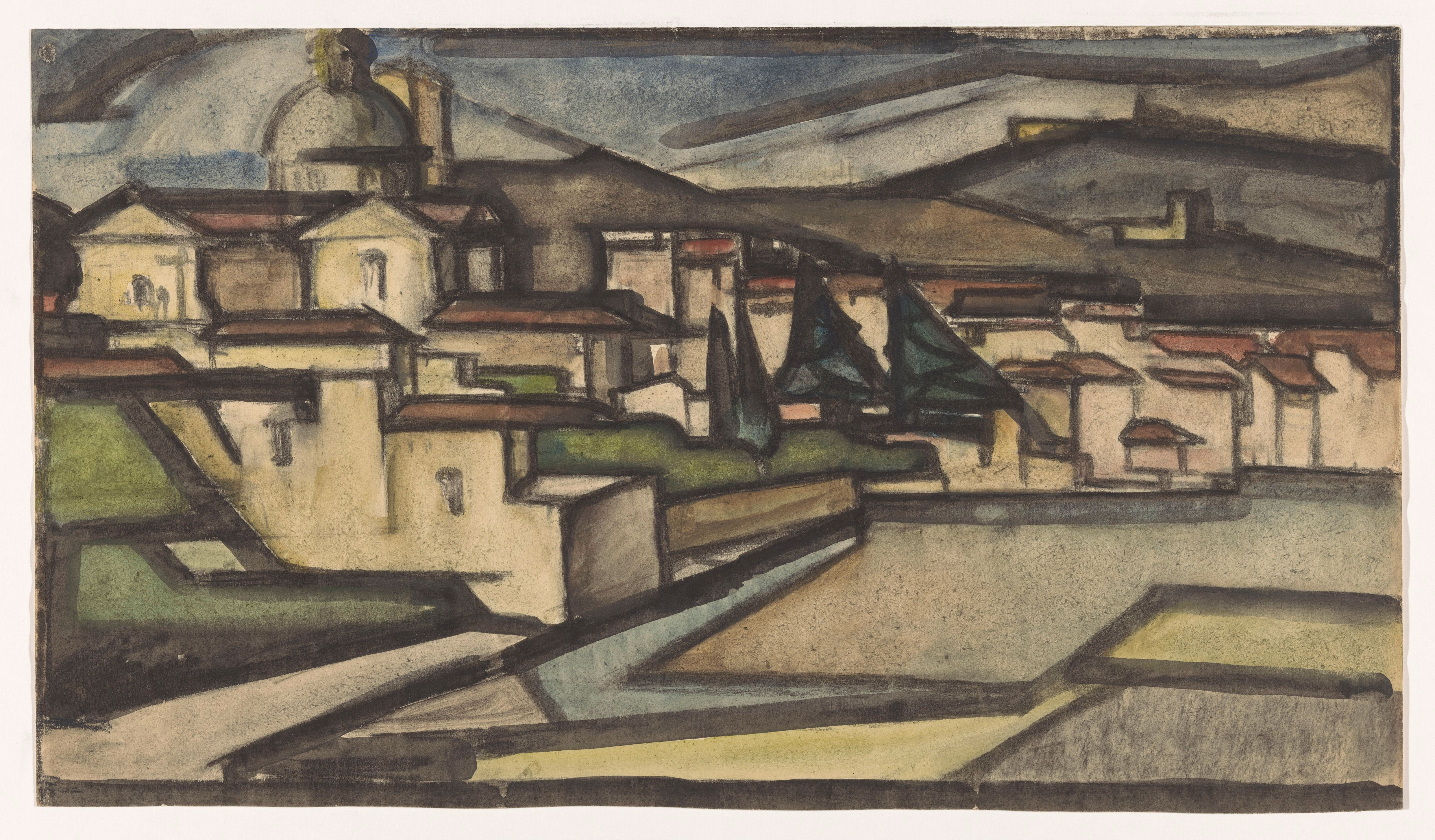
Italiaanse stad, 1920